# Ivan Ferro
Ivan (Giovanni) Ferro, (Villanova kod Verone, Italija - Osor, 6. lipnja 1742.), osorski biskup

## Životopis
Rođen u Villanovi kraj Verone. Osorskim biskupom imenovao ga papa Klement XIII. bulom iz 1739. godine. Tri je godine bio biskup u Osoru. Do tada biskupi su rijetko boravili u Osoru. Biskupiju je vodio na sasvim drugačiji način od svojih prethodnika. Organizirao je sastavljanje inventara pokretnih dobara osorske biskupske palače.